# Miroslav Kaman
Miroslav Kaman (19. března 1946 Jihlava – 12. května 2021 Lipnice nad Sázavou) byl český herec. Hrál v televizních seriálech (Zdivočelá země) i Bakalářích (Poslední koncert). Proslavil se však rolí esenbáka v komedii Pelíšky. Objevoval se (jako uvaděč) i v pořadu Na stojáka.